# Rachid Badouri
Rachid Badouri, né le 16 octobre 1976 à Laval au Québec, est un acteur et humoriste québéco-marocain.

## Biographie
Né à Laval, de parents d'origine berbère marocaine du Rif (son père émigre au Canada après y avoir rendu visite à un ami à l'automne 1967 et avoir été séduit par le pays), Rachid Badouri fait ses premiers pas dans l'équipe d'improvisation du Cégep Montmorency. Il commence à travailler pour la compagnie Air Transat en 1997 comme agent de bord durant cinq ans. En 1999, il monte son premier numéro, portant sur l'immigration, pour un spectacle organisé par Juste pour rire.
Il commence véritablement sa carrière en envoyant un DVD à plusieurs stations de télé et de radio. Finalement, il obtient une réponse du Groupe Rozon.
Lancé officiellement en octobre 2007, son premier one-man-show, Arrête ton cinéma !, commandité par Québec 49, s'est vendu à plus de 100 000 places en moins d'un an, un record au Québec. En tout, son spectacle a été vu par plus de 400 000 personnes au Québec et en France.
Il a animé jusqu'à maintenant trois galas Juste pour rire, en 2008, 2009 et 2012.
En 2010, il anime l'émission Peut contenir des Rachid à l'antenne de TVA. L'expérience dure deux saisons.
En 2011, Rachid Badouri se produit en France pour trois mois au Théâtre Trévise à Paris, où il joue son spectacle. La même année, il participe à Rire ensemble contre le racisme ; après sa prestation, il présente un hommage public à sa mère morte d'un cancer deux semaines plus tôt.
À partir de décembre 2011, Rachid Badouri participe à l'émission de divertissement Vendredi tout est permis avec Arthur avec notamment Ary Abittan, Amelle Chahbi et Claudia Tagbo.
En 2012, il participe au Marrakech du rire, avec Jamel Debbouze comme organisateur.
En octobre 2012, il annonce son deuxième one-man-show, Badouri rechargé, dont la première au Québec a lieu en 2013. En janvier 2016, il revient en France pour Badouri rechargé.
À l'émission Tout le monde en parle du 6 octobre 2013, Badouri admet ne pas croire en la théorie de l'évolution des espèces, qui est un des piliers de la biologie.
En septembre 2018, Rachid Badouri quitte le Groupe Juste pour rire pour collaborer avec KoScène, une filiale du Groupe KO.
En 2025, la nouvelle comédie policière DOUBLE JEU débarque en trombe sur Crave! Dans cette série, deux acteurs maghrébins de second rang – Adam (Rachid Badouri) et Mounir (Mehdi Bousaidan) – sont recrutés par la sergente Rousseau (Josée Deschênes) et son acolyte Qarl (Fabien Cloutier) pour une mission d’infiltration ultra secrète destinée à découvrir une taupe qui se cache au sein de la police et qui collabore avec le crime organisé.

## Vie privée
Il se marie le 25 juin 2011 avec Julie, une Québécoise d'origine syrienne. Ils ont une fille Nayla née le 18 janvier 2014. Son père s'appelle Mohamed Badouri et sa mère, décédée le 13 août 2011 des suites d'un cancer, s'appelait Khadija,,.

## Carrière

### Spectacles
- 2007 : Arrête ton cinéma !
- 2012 : Badouri Rechargé
- 2019 : Les Fleurs du tapis

### Filmographie
Sauf indication contraire, les informations mentionnées dans cette section peuvent être confirmées par les bases de données cinématographiques IMDb et Allociné,  présentes dans la section « Liens externes ».

#### Cinéma
- 2006 : Un toubib marocain au Canada de Aziz El Jahidy
- 2010 : Y'en aura pas de facile de Marc-André Lavoie : David
- 2010 : L'Appât d'Yves Simoneau : Mohammed Choukroune "Ventura"
- 2010 : Arrête ton cinéma
- 2011 : L’Éclosion (documentaire) de lui-même
- 2016 : Père fils thérapie !

#### Doublage
- 2007 : Au royaume désenchanté :  Mambo
- 2007 : Les Rois de la glisse : Cody Maverick
- 2009 : Là-haut : Dug
- 2016 : Angry Birds, le film : Chuck

#### Télévision
- 1995 : Watatatow : figurant
- 2009 : VRAK la vie : lui-même
- 2009 : Peut contenir des Rachid : animation
- 2010 : Une grenade avec ça? : Bad R
- 2016 : L'Hebdo Show : chroniqueur
- 2019 : L'Open Mic de : animation
- 2024 : Quel talent ! : juré
- 2025 : Double jeu : Adam

## Prix et distinctions
- Prix Craven 'A' accompagné d'un stage à l'École nationale de l'humour, troisième place au gala Juste pour rire, 1999
- Prix de la révélation du festival  Juste pour rire, 2005
- Prix découverte de l'année du Gala des Oliviers, 2006
- Jeu et performance de l'année du Gala des Oliviers, 2008
- Certificat Double Platine pour son nombre de billets vendus en 18 mois, 2009
- Certificat Triple Platine pour son nombre de billets vendus en plus de trois ans, 2010
- Billet double platine par l'adisq pour 200 000 billets vendus pour Rechargé, 2015[6]